# 94

## Події
- Римські консули: Луцій Ноній Кальпурній Торкват Аспренат та Тіт Секстій Маґій Латеран
- Доміціан відновлює Курію Юлія — місце зборів римського Сенату на Римському форумі, після пожежі 64 року.
- Доміціан виганяє філософів з Риму

## Народились
- Лю Ху — 6-й імператор династії Пізня Хань